# 陳賴章
陳賴章墾號是指閩南泉州人陳逢春、賴永和、陳天章、陳憲伯、戴天樞等於1709年（清康熙48年）為了合股開墾大佳臘（或作大加蚋，今大台北地區）而成立的團體，陳賴章為該綜合合股人姓名的該團體名稱，並非人名。而此類型以土地開發開墾為主的合股團體，一般來說都稱為「墾號」。
「陳賴章墾號」不但是18世紀初台灣最大規模的漢人墾號，也促成了日後的台北北部地區的平埔族遷移、同化與滅絕。

## 墾號
18世紀初，台灣清治時期的可供開墾的土地以權利分，約略可以分成「無主地」（荒地）和「番地」（大都為平埔族原住民個人擁有的土地）。只要是非平埔族個人擁有的土地，一律稱「無主地」，地權皆屬統治台灣的清廷官方所有。台灣漢人或移民若想於台灣開墾土地，皆須按照既定程序向台灣清朝官府（縣衙）申請土地「開墾權」。
該申請首先必須記載開墾範圍，地界。申請後，為避免糾紛或侵犯平埔族土地，官府會約略審查並派人會勘，並經數個月公告後，如無人提出異議，才發給「墾照」。而獲得該墾照的原申請人，稱為墾主。（如陳賴章墾號的墾主即為陳天章、陳逢春、賴永和、陳憲伯、戴天樞五人）。之後墾主即招佃農從事實際拓墾工作。假使能於秋穫等規定期間內開墾成功，向縣衙納糧完稅，則可取得該墾地所有權，成為業戶或業主。

## 陳賴章墾號
「陳賴章墾號」乍看之下為人名，但實際上並非如此，而是由陳逢春、賴永和、陳天章、戴天樞、陳憲伯等五人合股組成的開墾組織。其體系下的泉州人，大略包含了俗稱泉州三邑與泉州同安人。
本先客居台灣嘉義的這些福建泉州移民，於1709年以該墾號名義向臺灣府諸羅縣官府申請開墾大佳臘的土地開墾。
而因18世紀初台灣南部地區人口漸多，可耕田地漸少，加上1705年至1708年連續三年的飢荒，於是官方批准了陳賴章墾號所提出的該開墾申請，希望藉由該墾號的拓墾，增加臺灣糧食的供應力，以支應福建的缺糧情況。

## 墾號範圍
陳賴章墾號所申請的地區為台灣北部的大佳臘。其開墾範圍面積相當廣。文獻上所記載為「東至雷里（今南萬華）、秀朗（今中和）二社，西至八里坌（今八里）、干脰（今關渡），南至興直山腳（今新莊），北至大浪泵溝（今圓山）」
這些地方，除了包含台北艋舺，大龍峒，大稻埕等現今台北市市地區之外，更包括了今日的新北市中和、永和、八里、三重、蘆洲、泰山、新莊地區一帶。

## 影響
陳賴章墾號前往台北開墾後，讓本以南台灣為中心的閩南泉州移民勢力深入北台灣，也正式宣佈清朝官方保護蕃地與平埔族權益的政策的轉變。
而該墾號的通過，除了象徵清朝默許移民合法性之外，對於台灣民間更有多層面的影響。
以民間影響論，此墾號的通過，掀起了福建泉州人前往台灣謀生的另一波移民潮。台北地區的此移民潮，不但造成該地區許多平埔原住民的漢化與滅絕（如凱達格蘭族、雷朗族），也造成大台北大稻埕、八芝蘭、艋舺、新莊等地區，長達一兩百年之久的漳、泉、粵分類械鬥。